# Melchor Mauri
Melchor Mauri Prat (ur. 8 kwietnia 1966 w Vic) – hiszpański kolarz szosowy i torowy, srebrny medalista szosowych mistrzostw świata.

## Kariera
Melchor Mauri startował wśród zawodowców w latach 1987-2002. Pierwsze sukcesy w karierze osiągnął w 1984 roku, kiedy zdobył trzy złote medale na torowych mistrzostwach Hiszpanii: w madisonie, wyścigu na 1 km oraz w indywidualnym wyścigu na dochodzenie. W 1991 roku zwyciężył w klasyfikacji generalnej Vuelta a España, odnosząc przy tym trzy zwycięstwa etapowe. Wygrał także Vuelta a la Comunidad Valenciana w latach 1991 i 1992, Klasika Primavera i Vuelta a Castilla y León w 1994 roku, Vuelta a Murcia w latach 1994 i 1996, Vuelta a Aragón w 1996 roku, Circuit de la Sarthe w latach 1997 i 1998 oraz Volta ao Algarve w 1999 roku. Swój jedyny medal na dużej imprezie międzynarodowej wywalczył podczas szosowych mistrzostw świata w Valkenburgu w 1998 roku. W indywidualnej jeździe na czas zajął tam drugie miejsce, za swym rodakiem Abrahamem Olano, a przed Ukraińcem Serhijem Honczarem. W 1996 roku wystartował w wyścigu ze startu wspólnego na igrzyskach olimpijskich w Atlancie, kończąc rywalizację na szóstej pozycji. Trzy razy zdobywał medale szosowych mistrzostw Hiszpanii, w tym złoty w indywidualnej jeździe na czas w 1995 roku. W 2002 roku zakończył karierę.

## Najważniejsze zwycięstwa
- 1991 - trzy etapy i klasyfikacja generalna Vuelta a España, Volta a la Comunitat Valenciana
- 1992 - Vuelta a la Comunidad Valenciana
- 1993 - etap w Vuelta a España
- 1994 - Vuelta a Murcia
- 1996 - Vuelta a Aragón, Vuelta a Murcia
- 1997 - Circuit de la Sarthe, etap w Vuelta a España
- 1998 - wicemistrzostwo świata w jeździe na czas, Circuit de la Sarthe
- 1999 - Volta ao Algarve